# Geoterapia
A Geoterapia é uma pseudociência que busca fazer um tratamento holístico e natural com argila, barro, pedras e cristais.  
Em 2018, no Brasil, o Ministério da Saúde, incluiu a sua prática no Sistema Único de Saúde (SUS), como parte da Política Nacional de Práticas Integrativas e Complementares (PNPIC). O SUS é o único sistema de saúde público do mundo a oferecer tal prática.